# Countdown (bài hát của Beyoncé)
"Countdown" là bài hát của ca sĩ R&B người Mỹ Beyoncé, nằm trong album phòng thư thứ tư của cô mang tên 4 (2011). Bài hát được viết bởi Terius Nash, Shea Taylor, Beyoncé, Ester Dean, Cainon Lamb, Julie Frost, Michael Bivins, Nathan Morris và Wanya Morris. Sự hình thành của bài hát đã được thúc đẩy bởi một thực tế rằng Beyoncé muốn tạo ra một cái gì đó mới mẻ và khác nhau bằng cách trộn nhiều phong cách âm nhạc của những năm 1990 với những năm 1970. "Countdown" được phát hành cho các đài phát thanh Mỹ vào ngày 4 tháng 10 năm 2011, như là đĩa đơn thứ ba trích từ album.
Các nhà phê bình phân loại "Countdown" như một bài hát nhiều thể loại, và ca ngợi lấy mẫu đếm ngược từ "Uhh Ahh" của Boyz II Men. Họ so sánh nó với một số đĩa đơn khác từ các album phòng thu trước của cô, như: Dangerously in Love (2003) và B'Day (2006), nhận thấy các yếu tố của âm nhạc funk, và dancehall ảnh hưởng trong truyền thống của "Get Me Bodied" (2007). Video của bài hát đạo diễn bởi Adria Petty và đã được đón nhận, khen ngợi cho một thực tế rằng Beyoncé vẫn có thể nhảy ngay cả khi cô đã mang thai. Tuy nhiên, video đã phải đối mặt với tranh cãi do thực tế rằng một số những bước nhảy của Beyoncé đã bị mang ra so sánh với những bước nhảy của biên đạo múa người Bỉ, Anne Teresa De Keersmaeker.

## Danh sách định dạng và track
- Tải kĩ thuật số tại Đức[1]

1. "Countdown" — 3:32
2. "Countdown" (RedTop Radio Edit – Clean) — 3:57

- EP Remixes kĩ thuật số[2]

1. "Countdown" – 3:31
2. "Countdown" (Reggae Rewind Remix) – 4:04
3. "Countdown" (Olli Collins & Fred Portelli Remix) – 6:10
4. "Countdown" (Jack Beats Remix) – 4:03
5. "Countdown" (Single Version Music Video) – 3:32

## Bảng xếp hạng
| Bảng xếp hạng (2011)                 | Xếp hạng cao nhất |
| ------------------------------------ | ----------------- |
| Austrian Singles Chart               | 65                |
| Belgian Tip Chart (Flanders)         | 14                |
| Deutsche Black Charts                | 1                 |
| Japan Hot 100                        | 87                |
| Irish Singles Chart                  | 45                |
| South Korea Gaon International Chart | 40                |
| UK R&B Chart                         | 9                 |
| UK Singles Chart                     | 35                |
| US Billboard Hot 100                 | 71                |
| US Hot Dance Club Songs              | 1                 |
| US Hot R&B/Hip-Hop Songs             | 34                |
| US Pop Songs                         | 38                |

## Lịch sử phát hành
| Nước      | Ngày                 | Định dạng                    |
| --------- | -------------------- | ---------------------------- |
| Mỹ        | 4 tháng 10 năm 2011  | Mainstream và rhythmic radio |
| Bỉ        | 21 tháng 10 năm 2011 | Tải kĩ thuật số              |
| Đức       | 25 tháng 11 năm 2011 | Tải kĩ thuật số              |
| Thụy Điển | 25 tháng 11 năm 2011 | Tải kĩ thuật số              |
| Áo        | 25 tháng 11 năm 2011 | Tải kĩ thuật số              |